# Setge d'Angers
El setge d'Angers va tenir lloc durant la Revolta de La Vendée, els dies 3 i 4 de desembre de 1793.

## Preludi
Rebutjat a Granville, els rebels Vendéans només van pensar a tornar al sud del Loira, gràcies a la victòria a la batalles de Dol, el camí era clar. El 23 de novembre, l'Estat Major de la Vendée es va reunir a Antrain. El comandant en cap Henri de La Rochejaquelein va proposar marxar sobre Rennes, on l'exèrcit republicà derrotat havia buscat refugi. Hauria de ser destruïda perquè la Bretanya també pogués pujar. L'exèrcit llavors podria atacar Nantes per tornar a la Vendée connectant-se a l'exèrcit de Charette. Stofflet, per la seva banda, volia fer la ruta més curta, és a dir, atacar Angers. Pel que fa a La Trémoïlle, volia atacar de nou Granville perquè la guarnició de la ciutat s'havia reduït i els anglesos semblaven més disposats a intervenir. Va ser aquest darrer pla que va ser adoptat llavors per l'Estat Major, però quan els soldats de la Vendée es van assabentar del pla, es van negar a obeir i van voler implementar el pla de Stofflet. Els generals no van poder fer res al respecte i es van veure obligats a seguir-los.
L'exèrcit va fer un camí cap a Angers. Fins i tot si les Vendéans deixaven de ser molestes per les tropes republicanes, que estaven massa ocupades en reorganitzar les seves forces armades, es veieren afectades per malalties (disenteria, tifus i còlera). Això es va deure a la fam i als pobres equips, ja que ara hi havia dificultats per protegir-se del fred a l'hivern que s'acostava i proporcionar-los menjar suficient.

## El combat
Angers fou defensat entre 4.000 a 6.000 soldats republicans dirigits pels generals Thévenet, (anomenat Danican) i Boucret. El general Michel de Beaupuy, que es va recuperar de les seves ferides a la batalla d'Entrammes, també va estar allà. Tot i que no es va curar del tot, va voler participar en la lluita. Cinquanta-set canons es van desplegar a les muralles i a les torres, les tres portes principals van ser barricades i es van excavar trinxeres.
El 3 de desembre, els Vendéans van atacar, però l'atac no estava millor planificat que a Granville, els atacants van ocupar els suburbis abandonats pels republicans, però sense equips de setge no van tenir forma de superar les muralles.
Durant el dia, l'artilleria dels assetjadors sota Gaspard de Bernard de Marigny continuava disparant a les portes de la ciutat, però amb poc èxit.
El 4 de febrer, els Vendéans van intentar un nou atac, van estar a punt d'agafar l'objectiu de Cupif quan les tropes republicanes sota el comandament del general Jean Fortuné Boüin de Marigny van arribar a reforçar-se. L'exèrcit de la Vendée havia esgotat les municions, sobretot boles de canó, i la moral dels insurrectes va ser molt afectada pels atacs infructuosos. Les tropes de Marigny van ser l'avantguarda de l'exèrcit occidental, la seva arribada va provocar el pànic entre els Vendèans. Van trencar el setge i es van retirar al nord-est cap a Le Mans.
El general Jean Fortuné Boüin de Marigny va sobreviure a la victòria només breument, ja que una bala de canó el va matar a la recerca dels Vendéens a Durtal.
Després de la batalla, els caps dels vendeans i els chouans morts durant la batalla haurien de ser tallats a les ordres de Marie Pierre Adrien Francastel (Representant en missió dins els departiments de l'Ouest de la France - Comissari polític dels departaments de la França de l'Oest) per penjar-los a les parets. Tanmateix, sembla que aquest acord no es va realitzar.
Pitre-Chevalier també va escriure que el Sansculottes en nom de René Levasseur:
| « | "... va seguir una brillant processó i va cremar l'encens a casa per buidar de pudor les parets reials de les seves parets." | » |